# أبو الحناء الأسود
أَبُو الحِنَّاءِ الأَسْوَدُ طائِرٌ مُهَدَّدٌ بالانقراض من جزر تشاتام قبالة الساحل الشرقي لنيوزيلندا. يرتبط ارتباطًا وثيقًا بأبي حِنَّاء الجزيرة الجنوبي. وَصَفَهُ العالم والتر بولر لأول مرة في عام 1872. تُخَلِّدُ التسمية الثنائية للطائر ذِكرَى عالم النبات النيوزيلندي هنري ترافرز. على عكس نظرائها في البر الرئيس، تقل قدرتها على الطيران إلى حد ما. التطور في غياب الحيوانات المفترسة للثدييات جعلها عرضة للأنواع المُستقدمة، مثل القطط والجرذان، وانقرضت في الجزيرة الرئيسة لمجموعة تشاتام قبل عام 1871، واقتصر على جزيرة ليتل مانجير بعد ذلك.